# Gueutteville
Gueutteville település Franciaországban, Seine-Maritime megyében. Lakosainak száma 80 fő (2022. január 1.). Gueutteville Ancretiéville-Saint-Victor, Beautot, Bertrimont, Hugleville-en-Caux, Saint-Ouen-du-Breuil és Varneville-Bretteville községekkel határos.

## Népesség
A település népességének változása:
| Lakosok száma | 81   | 84   | 85   | 85   | 86   | 88   | 89   | 84   | 80   |
|               | 2013 | 2015 | 2016 | 2017 | 2018 | 2019 | 2020 | 2021 | 2022 |